# Relva (Ponta Delgada)
Relva é uma freguesia portuguesa do município de Ponta Delgada, com 10,98 km² de área e 2890 habitantes (censo de 2021). A sua densidade populacional é 263,2 hab./km².
Relva tem uma estrada que liga Mosteiros e Ponta Delgada. A atividade principal é a agricultura. É banhada pelo Oceano Atlântico a sul. Tem montanhas a norte.

## Demografia
Nota: Com lugares desta freguesia foi criada pelo Decreto Regional n.º 24/A/80, de 15/09/1980, a freguesia de Covoada
A população registada nos censos foi:
| Ano  | 0-14 Anos | 15-24 Anos | 25-64 Anos | > 65 Anos |
| 2001 | 662       | 472        | 1378       | 191       |
| 2011 | 597       | 454        | 1699       | 256       |
| 2021 | 404       | 379        | 1733       | 374       |

## Freguesias próximas
- Feteiras, oeste
- Capelas, norte
- Covoada, este
- Arrifes, NorNordeste
- Ponta Delgada (centro), sueste